# Kalimantan Timur

Die Provinz auf der Insel Borneo

Kalimantan Timur (deutsch Ostkalimantan), oftmals abgekürzt KALTIM, ist eine indonesische Provinz auf der Insel Borneo.

## Geographie
Die Provinz ist die drittgrößte Provinz des Landes und auch der Region Kalimantan. Sie vereint 23,75 Prozent vom indonesischen Teil der Insel Borneo bzw. 6,75 Prozent des Inselstaats, Stand Ende 2024.

### Lage
Ostkalimantan liegt im Ostteil der Insel und grenzt an folgende Provinzen: im Norden an Kalimantan Utara, im Westen an Kalimantan Barat, im Südwesten an Kalimantan Tengah, im Süden an Kalimantan Selatan. Im Nordwesten besteht auf ca. 30 km eine kleine Grenze zum malaysischen Bundesstaat Sarawak, sie liegt ausschließlich im Dorf Long Apari (im gleichnamigen Distrikt, Regierungsbezirk Mahakam Ulu). Im Osten bilden die Küstenlinien der Sulawesisee und weiter südlich der Makassarstraße eine natürliche Grenze. Die Insel Sulawesi ist ca. 115 km Luftlinie ostwärts entfernt.
Die größten Städte Ostkalimantans sind der Erdölhafen Balikpapan (757.400 Einwohner) und die Hauptstadt Samarinda (881.200 Einwohner). Politische Bedeutung hat die Provinz vor allem, weil hier die neue Landeshauptstadt Nusantara entsteht.

### Grenzpunkte
Die Provinz liegt beidseits des Äquators und hat folgende äußere Grenzpunkte:
| Kompass | Kode          | Desa                       | Kec.             | Kab.         | Koordinaten          |
| ------- | ------------- | -------------------------- | ---------------- | ------------ | -------------------- |
| N       | 64.03.04.2007 | Gunung Sari                | Segah            | Berau        | 002°34′8,48″ n. Br.  |
| W       | 64.11.04.2001 | Long Penaneh I             | Long Apari       | Mahakam Ulu0 | 113°50′3,61″ ö. L.   |
| S       | 64.01.02.2015 | Senipah                    | Tanjung Harapan0 | Paser        | 002°24′34,53″ s. Br. |
| O       | 64.03.11.2001 | Bohe Silian (Pulau Sambit) | Maratua          | Berau        | 119°2′13,51″ ö. L.   |

Der östlichste Punkt der Provinz und auch der Region Kalimantan (mit 5 Provinzen) ist die Insel (Pulau) Sambit, die nahe des Tourismuszentrums Atoll Maratua (Maratua Paradise Resort) liegt.

## Verwaltungsgliederung
Die Provinz Kalimantan Timur gliedert sich in 12 Regierungsbezirke (Kabupaten) und drei administrativ direkt der Provinz unterstellte Städte (Kota) (Kota). Eine weitere Untergliederung erfolgt in 103 Distrikte (Kecamatan). Diese gliedern sich in 1038 Dörfer (indonesisch Desa), von denen 103 als Kelurahan einen städtischen Charakter besitzen.

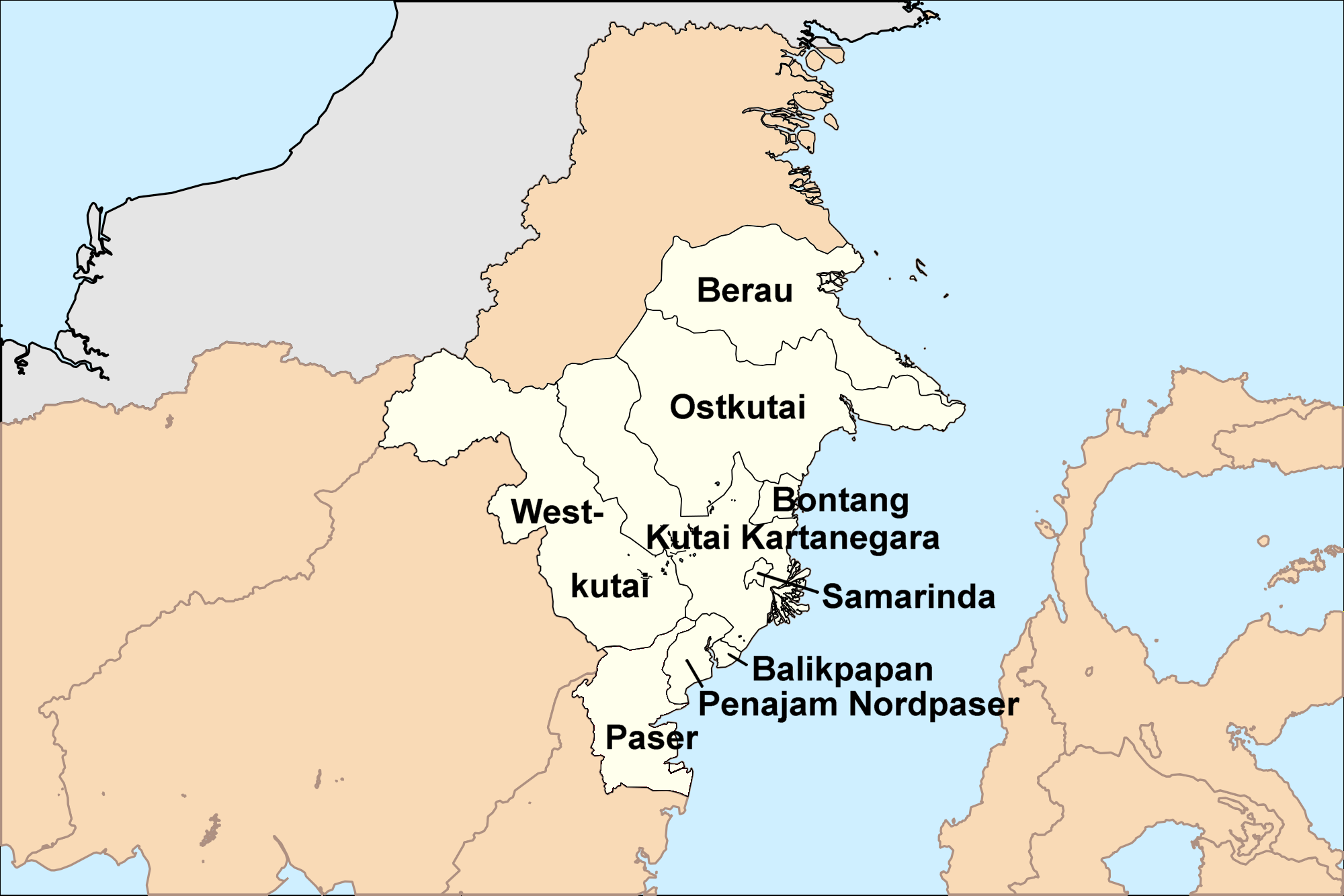
Verwaltungsgliederung Ostkalimantans

| Code 1) | Wappen | Kabupaten / Kota Regierungsbezirk / Stadt | Ibu Kota Regierungssitz | Lage      | Fläche (km²) | Anzahl d. Verwaltungseinh. | Anzahl d. Verwaltungseinh. | Anzahl d. Verwaltungseinh. | Bevölkerung am Zensustag | Bevölkerung am Zensustag | Dichte (Einw./km²) |
| Code 1) | Wappen | Kabupaten / Kota Regierungsbezirk / Stadt | Ibu Kota Regierungssitz | Lage      | Fläche (km²) | Kec. 2)                    | Kel. 4)                    | Desa 3)                    | 2010 5)                  | 2020 6)                  | Dichte (Einw./km²) |
| ------- | ------ | ----------------------------------------- | ----------------------- | --------- | ------------ | -------------------------- | -------------------------- | -------------------------- | ------------------------ | ------------------------ | ------------------ |
| 64.01   |        | Kab. Paser                                | Tanah Grogot            |           | 11.096,96    | 10                         | 5                          | 139                        | 230.316                  | 275.452                  | 24,8               |
| 64.02   |        | Kab. Kutai Kartanegara                    | Tenggarong              |           | 25.988,08    | 18                         | 44                         | 193                        | 626.680                  | 729.382                  | 28,1               |
| 64.03   |        | Kab. Berau                                | Tanjung Redeb           |           | 21.735,19    | 13                         | 10                         | 100                        | 179.079                  | 248.035                  | 11,4               |
| 64.04   |        | Kab. Kutai Barat                          | Sendawar                |           | 13.709,92    | 16                         | 4                          | 190                        | 165.091                  | 172.288                  | 12,6               |
| 64.05   |        | Kab. Kutai Timur                          | Sangata                 |           | 31.051,71    | 18                         | 2                          | 139                        | 255.637                  | 434.459                  | 14,0               |
| 64.09   |        | Kab. Penajam Paser Utara0                 | Penajam                 |           | 02.923,73    | 04                         | 24                         | 30                         | 142.922                  | 178.681                  | 61,1               |
| 64.11   |        | Kab. Mahakam Ulu                          | Ujoh Bilang             |           | 19.449,41    | 05                         | –                          | 50                         | –                        | 32.513                   | 01,7               |
| 64.71   |        | Kota Balikpapan                           | Balikpapan              |           | 00.512,25    | 06                         | 34                         | −                          | 557.579                  | 688.318                  | 1.343,7            |
| 64.72   |        | Kota Samarinda                            | Samarinda               |           | 00.716,53    | 10                         | 59                         | –                          | 727.500                  | 827.994                  | 1.155,6            |
| 64.74   |        | Kota Bontang                              | Bontang                 |           | 00.163,14    | 03                         | 15                         | –                          | 143.683                  | 178.917                  | 1.096,7            |
| 640     |        | Kalimantan Timur                          | Samarinda               | Samarinda | 127.346,92   | 103                        | 197                        | 841                        | 3.553.143                | 3.766.039                | 29,6               |

## Geschichte
Nach der Islamisierung der Region im 15. Jahrhundert entstanden hier vier Sultanate. 1844 wurden diese von Niederländern kolonialisiert, leisteten jedoch weiter Widerstand, auch unter der japanischen Besetzung im Zweiten Weltkrieg (1941–45). Nach dem Krieg schloss sich die Föderation der Vier Königreiche dem Staat Indonesien an und wurde 1957 zur Provinz Kalimantan Timur. Dies wurde durch das Gesetz Nr. 25 des Jahres 1956 manifestiert.
Im November 2012 wurden per Gesetz Nr. 20 die vier Regierungsbezirke (Kabupaten) 65.04 Bulungan, 64.06 Malinau, 64.05 Nunukan und 64.10 Tana Tidung sowie die Autonome Stadt (Kota) Tarakan (Gebiets-Code: 64.73) zur Bildung der Provinz Kalimantan Utara abgespalten.
Im Januar 2013 wurde aus fünf nördlichen Kecamatan des Kabupaten Kutai Barat der neue Bezirk Mahakam Ulu gebildet.
Die indonesische Regierung kündigte im Sommer 2019 an, den Regierungssitz 2024 aus dem überfüllten Jakarta weg nach Ostkalimantan zu verlegen. Nusantara, die neue Hauptstadt, entsteht auf bisher bewaldeten staatseigenen Flächen der Regierungsbezirke Penajam Paser Utara und Kutai Kertanegara nahe den Städten Balikpapan und Samarinda. Die gesetzlichen Voraussetzungen wurden im Januar 2022 geschaffen und verkündet. Ein staatliches Investitionsvolumen von mehr als 32 Milliarden USD war geplant.

## Bevölkerung
Die Bevölkerung setzt sich hauptsächlich aus indigenen Dayak(-Benuaq) und Malaien zusammen.
Hinsichtlich der Bevölkerungszahl belegt die Provinz innerhalb der Region Kalimantan (23,33 % Bevölkerungsanteil) den Mittelplatz 3. Unter allen 38 indonesischen Verwaltungsebenen der 1. Ebenen (36 Provinzen und 2 Sondergebiete) bedeutet dies Rang 18 (1,43 % der indonesischen Bevölkerung). Die Bevölkerungsdichte (32,5 Einw. je km²) ist etwas niedriger als der Regionsdurchschnitt (33,1) und belegt ebenfalls Platz 3 in der Region, für das ganze Land ist dies Platz 30.
Von der Gesamtbevölkerung waren Ende 2024 49,76 (31,86) % ledig; 44,63 (60,53) % verheiratet; 2,03 (2,76) % geschieden und 3,58 (4,85) % verwitwet. Die geklammerten kursiven Zahlen geben den Anteil bezogen auf die Bevölkerung ab 15 Jahre an (3.039.750).

### Soziale Daten 2020
| Merkmal                                                             | Prov. Kalimantan Timur | 0Indonesien0   |
| ------------------------------------------------------------------- | ---------------------- | -------------- |
| Bevölkerung unterhalb der Armutsgrenze (Tsd.)00                     | 243,99                 | 26.424,02      |
| Anteil der „armen Bevölkerung“ (indonesisch Penduduk miskin) (%)000 | 006,64                 | 009,78         |
| Arbeitslosenrate (%)                                                | 006,87                 | 007,07         |
| Lebenserwartung bei der Geburt (Jahre)                              | 074,33                 | 071,47         |
| HDI-Index                                                           | 076,24                 | 071,94         |
| Analphabetenrate (in %, 15+ J.)                                     | 001,03                 | 004,00         |
| Anteil der Altersgruppen                                            | 0Real0                 | 00.Prozentual0 |
| Kinder (<15 J.)                                                     | 0.959.5890             | 25,48          |
| arbeitsfähige Bevölkerung (15–64 J.)                                | 2.639.2180             | 70,08          |
| Rentner und Pensionäre (>65 J.)                                     | 0.167.2320             | 04,44          |

### Religion
| Anteil der Religionen nach Kabupaten/Kota (2020) |                              |                              |               |               |             |             |         |         |            |            |
| Kabupaten                                        | Mohammedaner                 | Mohammedaner                 | Protestanten  | Protestanten  | Katholiken  | Katholiken  | Hindus  | Hindus  | Buddhisten | Buddhisten |
| Paser                                            | 258.749                      | 93,43                        | 9.195         | 3,32          | 8.546       | 3,09        | 440     | 0,16    | 470        | 0,17       |
| Kutai Barat                                      | 678.558                      | 92,42                        | 39.908        | 5,44          | 13.206      | 1,80        | 2.508   | 0,34    | 224        | 0,03       |
| Kutai Kartanegara                                | 213.044                      | 84,95                        | 23.138        | 9,23          | 14.383      | 5,74        | 209     | 0,08    | 638        | 0,25       |
| Kutai Timur                                      | 78.480                       | 47,33                        | 52.199        | 31,48         | 34.986      | 21,10       | 132     | 0,08    | 31         | 0,02       |
| Berau                                            | 343.738                      | 81,04                        | 42.500        | 10,02         | 35.383      | 8,34        | 2.555   | 0,60    | 131        | 0,03       |
| Penajam Paser Utara                              | 172.116                      | 94,92                        | 6.746         | 3,72          | 2.374       | 1,31        | 86      | 0,05    | 26         | 0,01       |
| Mahakam Hulu                                     | 8.105                        | 23,15                        | 5.117         | 14,62         | 21.722      | 62,05       | 62      | 0,18    | 2          | 0,01       |
| Balikpapan                                       | 628.920                      | 91,01                        | 48.370        | 7,00          | 12.440      | 1,80        | 1.351   | 0,20    | 5.959      | 0,86       |
| Samarinda                                        | 746.592                      | 92,29                        | 41.414        | 5,12          | 20.104      | 2,49        | 821     | 0,10    | 7.972      | 0,99       |
| Bontang                                          | 165.778                      | 89,78                        | 15.291        | 8,28          | 3.255       | 1,76        | 327     | 0,18    | 132        | 0,07       |
| Prov. Kalimantan Timur00                         | 3.294.080                    | 87,78                        | 283.878       | 7,56          | 166.399     | 4,43        | 8.491   | 0,23    | 15.585     | 0,42       |
| religiöse Gebäude                                | 3.134 Moscheen 2.973 Mushola | 3.134 Moscheen 2.973 Mushola | 1.493 Kirchen | 1.493 Kirchen | 297 Kirchen | 297 Kirchen | 50 Pura | 50 Pura | 28 Vihara  | 28 Vihara  |

| Aktuelle Religionsverteilung                                         |           |          |
| Religion                                                             | Anzahl    | Anteil % |
| Moslems                                                              | 3.600.816 | 87,330   |
| Protestanten                                                         | 310.062   | 7,520    |
| Katholiken                                                           | 187.229   | 4,540    |
| Hindu                                                                | 8.856     | 0,210    |
| Buddhisten                                                           | 15.549    | 0,380    |
| Konfuzionisten                                                       | 376       | 0,010    |
| Sonstige*                                                            | 268       | 0,010    |
| * „Glaube an den allmächtigen Gott“ (Kepercayaan terhadap Tuhan YME) |           |          |

zzgl. Sonstige: Konfuzionisten (335 mit 4 Kelenteng), „Glaube an den allmächtigen Gott“ (305)

## Geschlechterverteilung

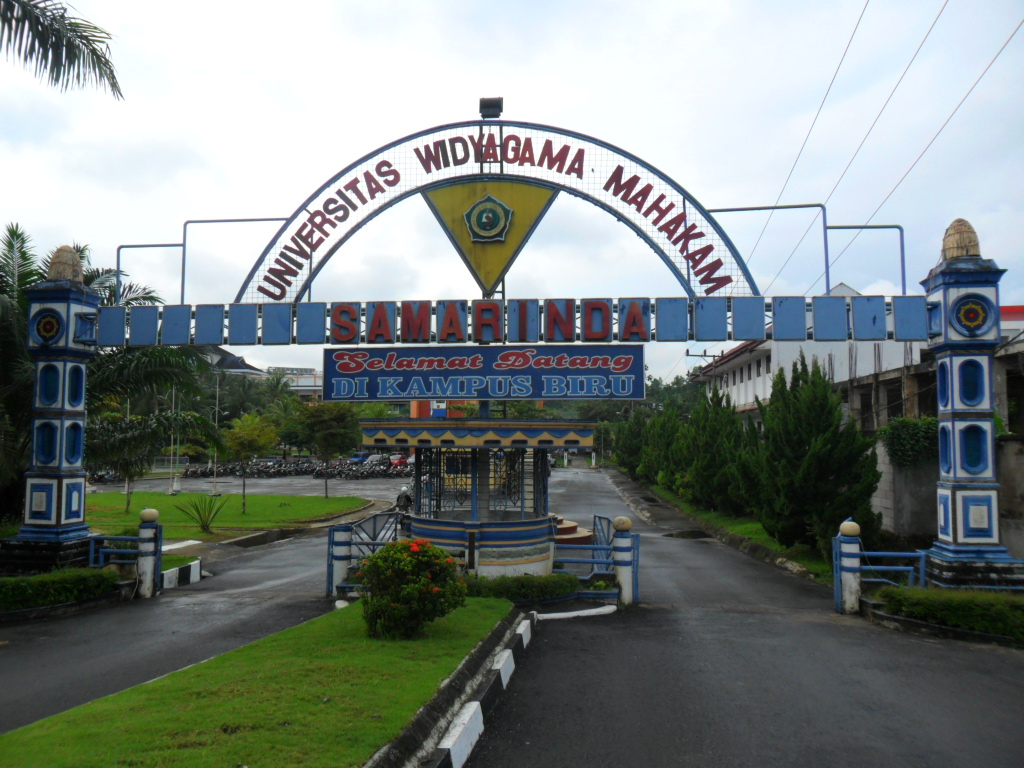
Eingangstor zur Widyagama Universität in Samarinda

In nachfolgender Tabelle sind Ergebnisse aus Volkszählungen (1980, 1990, 2000, 2010, 2020), aus interzensalen Befragungen sowie aus den Bevölkerungsfortschreibungen der Einwohnermeldeämter (Ende 2021 bis Ende 2024) chronologisch und mit kalkulierten Zahlen aufgeführt.
| Jahr | Gesamt- Bevölkerung | Männer    | %     | Frauen    | %     | Sex Ratio |
| 1980 | 1.218.038           | 643.418   | 52,82 | 574.620   | 47,18 | 111,97    |
| 1985 | 1.511.665           | 723.325   | 47,85 | 788.340   | 52,15 | 91,75     |
| 1990 | 1.844.751           | 970.664   | 52,62 | 874.087   | 47,38 | 111,05    |
| 1995 | 2.098.625           | 1.098.050 | 52,32 | 1.000.575 | 47,68 | 109,74    |
| 2000 | 2.411.066           | 1.251.841 | 51,92 | 1.159.225 | 48,08 | 107,99    |
| 2005 | 2.840.874           | 1.486.179 | 52,31 | 1.486.179 | 52,31 | 100,00    |
| 2010 | 3.553.143           | 1.871.690 | 52,68 | 1.681.453 | 47,32 | 111,31    |
| 2015 | 3.422.676           | 1.791.432 | 52,34 | 1.631.244 | 47,66 | 109,82    |
| 2020 | 3.766.039           | 1.961.634 | 52,09 | 1.804.405 | 47,91 | 108,71    |
| 2021 | 3.849.832           | 1.995.324 | 51,83 | 1.854.508 | 48,17 | 107,59    |
| 2022 | 3.941.766           | 2.042.833 | 51,83 | 1.898.933 | 48,17 | 107,58    |
| 2023 | 4.007.736           | 2.077.842 | 51,85 | 1.929.894 | 48,15 | 107,67    |
| 2024 | 4.123.303           | 2.138.665 | 51,87 | 1.984.638 | 48,13 | 107,72    |

### Aktuelle Daten der Bevölkerungsfortschreibung
Nachfolgende Tabelle gibt den Einwohnerstände der letzten drei Volkszählungen 2000, 2010 und 2020 sowie zum Jahresende der Jahre 2021 bis 2024 wieder. Neben den Volkszählungsdaten wurden Ergebnisse der Fortschreibung durch die örtlichen Einwohnermeldeämter (Zivilregistrierungsbüros, Disdukcapil, indonesisch Dinas Kependudukan dan Pencatatan Sipil) verwendet. Der aktuelle Stand kann in einer interaktiven Karte abgerufen werden.

| Kabupaten Kota               | Zensusdaten | Zensusdaten | Zensusdaten                                            | Zensusdaten                                            | Zensusdaten                                            | Jahresende                                             | Jahresende                                             | Jahresende                                             | Jahresende 2024                                        | Jahresende 2024                                        | Jahresende 2024                                        | Jahresende 2024                                        | Jahresende 2024                                        | Jahresende 2024                                        |
| Kabupaten Kota               | 2000        | 2010        | 2020                                                   | Männer                                                 | Frauen                                                 | 2021                                                   | 2022                                                   | 2023                                                   | Gesamt                                                 | Männer                                                 | Frauen                                                 | Fläche km² 8)                                          | Dichte Einw./km²                                       | Sex Ratio 9)                                           |
| ---------------------------- | ----------- | ----------- | ------------------------------------------------------ | ------------------------------------------------------ | ------------------------------------------------------ | ------------------------------------------------------ | ------------------------------------------------------ | ------------------------------------------------------ | ------------------------------------------------------ | ------------------------------------------------------ | ------------------------------------------------------ | ------------------------------------------------------ | ------------------------------------------------------ | ------------------------------------------------------ |
| Paser                        | 159.022     | 230.316     | 275.452                                                | 143.647                                                | 131.805                                                | 288.225                                                | 296.582                                                | 303.424                                                | 309.667                                                | 160.276                                                | 149.391                                                | 10.767,39                                              | 28,8                                                   | 107,29                                                 |
| Kutai Kartanegara            | 427.791     | 626.680     | 172.288                                                | 91.327                                                 | 80.961                                                 | 753.862                                                | 778.096                                                | 788.113                                                | 806.964                                                | 420.744                                                | 386.220                                                | 26.926,50                                              | 30,0                                                   | 108,94                                                 |
| Berau                        | 117.769     | 179.079     | 729.382                                                | 380.560                                                | 348.822                                                | 263.150                                                | 272.887                                                | 280.998                                                | 299.005                                                | 158.927                                                | 140.078                                                | 21.056,53                                              | 14,2                                                   | 113,46                                                 |
| Kutai Barat                  | 135.960     | 165.091     | 434.459                                                | 234.761                                                | 199.698                                                | 170.869                                                | 175.610                                                | 180.119                                                | 186.581                                                | 98.069                                                 | 88.512                                                 | 13.611,17                                              | 13,7                                                   | 110,80                                                 |
| Kutai Timur                  | 146.510     | 255.637     | 248.035                                                | 133.163                                                | 114.872                                                | 424.743                                                | 425.787                                                | 429.640                                                | 448.850                                                | 240.268                                                | 208.582                                                | 31.532,37                                              | 14,2                                                   | 115,19                                                 |
| Penajam Paser Utara          | 109.739     | 142.922     | 178.681                                                | 92.506                                                 | 86.175                                                 | 186.801                                                | 191.967                                                | 196.566                                                | 202.067                                                | 104.765                                                | 97.302                                                 | 3.211,75                                               | 62,9                                                   | 107,67                                                 |
| Mahakam Ulu                  | —0          | —0          | 32.513                                                 | 17.308                                                 | 15.205                                                 | 35.276                                                 | 37.318                                                 | 38.498                                                 | 39.715                                                 | 21.192                                                 | 18.523                                                 | 18.492,22                                              | 2,1                                                    | 114,41                                                 |
| Kota Balikpapan              | 409.023     | 557.579     | 688.318                                                | 352.802                                                | 335.516                                                | 710.293                                                | 727.665                                                | 738.532                                                | 757.418                                                | 387.112                                                | 370.306                                                | 509,70                                                 | 1.486,0                                                | 104,54                                                 |
| Kota Samarinda               | 521.619     | 727.500     | 827.994                                                | 422.624                                                | 405.370                                                | 831.220                                                | 849.717                                                | 861.878                                                | 881.225                                                | 448.161                                                | 433.064                                                | 716,78                                                 | 1.229,4                                                | 103,49                                                 |
| Kota Bontang                 | 99.617      | 143.683     | 178.917                                                | 92.936                                                 | 85.981                                                 | 185.393                                                | 186.137                                                | 189.968                                                | 191.811                                                | 99.151                                                 | 92.660                                                 | 160,74                                                 | 1.193,3                                                | 107,01                                                 |
| Provinz Kalimantan Timur     | 2.127.050   | 3.028.487   | 3.766.039                                              | 1.961.634                                              | 1.804.405                                              | 3.851.853                                              | 3.943.788                                              | 4.009.759                                              | 4.125.327                                              | 2.138.665                                              | 1.984.638                                              | 126.985,14                                             | 32,5                                                   | 107,76                                                 |
|                              | 316.284     | 524.656     | Anteil der späteren Provinz Kalimantan Utara (ab 2012) | Anteil der späteren Provinz Kalimantan Utara (ab 2012) | Anteil der späteren Provinz Kalimantan Utara (ab 2012) | Anteil der späteren Provinz Kalimantan Utara (ab 2012) | Anteil der späteren Provinz Kalimantan Utara (ab 2012) | Anteil der späteren Provinz Kalimantan Utara (ab 2012) | Anteil der späteren Provinz Kalimantan Utara (ab 2012) | Anteil der späteren Provinz Kalimantan Utara (ab 2012) | Anteil der späteren Provinz Kalimantan Utara (ab 2012) | Anteil der späteren Provinz Kalimantan Utara (ab 2012) | Anteil der späteren Provinz Kalimantan Utara (ab 2012) | Anteil der späteren Provinz Kalimantan Utara (ab 2012) |
| Provinz Kalimantan Timur 10) | 2.443.334   | 3.553.143   | Provinz während der Volkszählung                       | Provinz während der Volkszählung                       | Provinz während der Volkszählung                       | Provinz während der Volkszählung                       | Provinz während der Volkszählung                       | Provinz während der Volkszählung                       | Provinz während der Volkszählung                       | Provinz während der Volkszählung                       | Provinz während der Volkszählung                       | Provinz während der Volkszählung                       | Provinz während der Volkszählung                       | Provinz während der Volkszählung                       |

## Wirtschaft

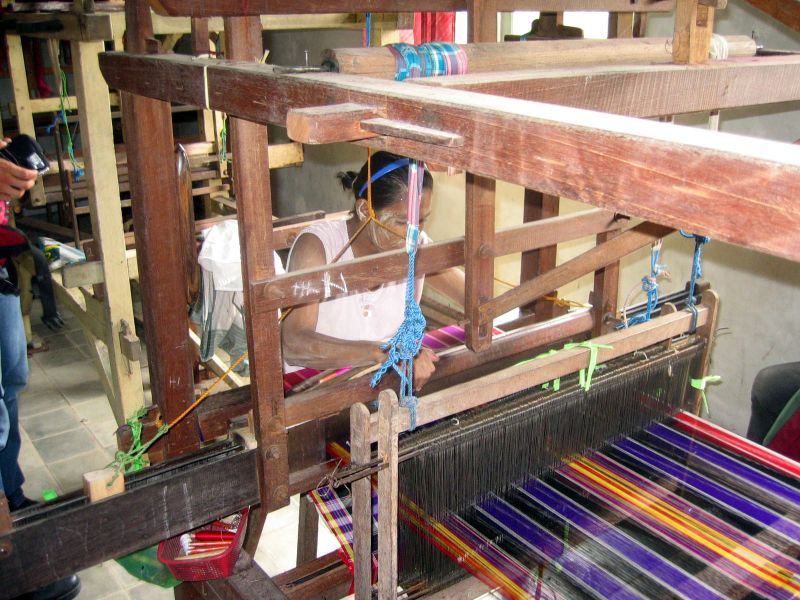
Sarongweberei in Samarinda

Kalimantan Timur gilt als die wirtschaftlich fortgeschrittenste Provinz im indonesischen Teil Borneos. Erdöl und Erdgas werden gefördert, weitere Wirtschaftszweige sind der Bergbau (Gold, Diamanten), die Holzindustrie und die Landwirtschaft. Deren Ausbreitung in den primären Regenwald wird verstärkt durch das indonesische Transmigrationsprogramm. Der Preis dafür liegt in der massiven Abholzung der Wälder und in der Bedrohung der einzigartigen Tierwelt der Insel, was zu großen ökologischen Problemen führt.
In der Provinz befinden sich große Kohlevorkommen. Die Hälfte des nationalen Verbrauchs wird von hier aus versorgt; etwa 70 % der geförderten Kohle wird in das Ausland exportiert.
Die größten Unternehmen tätig in der Förderung von Kohle sind (65 % PT Bumi Resources Tbk, 30 % Tata Power Ltd., 5 % PT Kutai Timur Energi, PT Berau Coal (51 % PT Armadian Tritunggal, 39 % Rognar Holding B.V (Niederlande), 10 % Sojitz Corporation (Japan)) und PT Kideco Jaya Agung (49 % Samtan Co Ltd (Südkorea), 46 % PT Indika Energy Tbk, 5 % PT Muji Inti Utama)).